# Sasdok
Het Sasdok is het dok dat zich tussen de Kattendijksluis aan de Schelde en het Kattendijkdok bevindt. Het ligt verder tussen het eerste Eilandje - dat de wijk het Eilandje zijn naam gaf - en het droogdokkeneiland. Samen met de Kattendijksluis vormt ze 0,77 ha.
In dit Sasdok liggen meestal stadstuigen, zoals baggerpramen, en vooral de vaste ligplaatsen van de stedelijke peilboten 1 en 2.
Het voormalige droogdok - eigenlijk kan ze nog dienen als een werkelijk 'droog'-dok - blijft vol water staan voor deze dienst. Aan de noordkant staat het dienstgebouw van deze peildienst. Vroeger was het een bureel van de dagman voor de Kattendijksluis en Royerssluis en tevens voor de twee of drie sasseniers die deze droogdokken moesten bedienen. Bij het invaren van stadstuigen spanden ze een meettouw met een centerpunt. Zodoende kon men een sleepboot, baggerpraam of -molen, zich juist in het midden manoeuvreren, zodat het vaartuig precies op de steunblokken kwam te liggen bij het droogtrekken van het dok. Zodoende kwamen ze niet met hun zijboord op de droogdoktrappen te liggen. Bij het droogtrekken werden de drooggevallen schepen nog eens extra geschoord met balken rondom de praam of sleepboot, dit nog eens voor extra veiligheid om omslaan te voorkomen. Bij de nog werkende droogdokken worden deze procedures ook verricht en toegepast, voor schepen van andere diensten en niet-stadstuigen.
Op de Antwerpse rechteroever van de Schelde:
Albertdok · Amerikadok · Asiadok · Bevrijdingsdok · Bonapartedok · Churchilldok · Derde Havendok · Eerste Havendok · Graandok · Hansadok · Houtdok · Industriedok · Kanaaldok · 
Kattendijkdok · Kempisch dok · Kooldok · Leopolddok · Lobroekdok · Margueriedok · Marshalldok · Noordschippersdok · Petroleumdok · Sasdok · Schippersdok · Schuildok voor Lichters · Siberiadok · Steendok · Straatsburgdok · Suezdok · Tweede Havendok · Verbindingsdok · Vierde Havendok · Vijfde Havendok · Willemdok · Zesde Havendok · Zuiderdokken
Op de Oost-Vlaamse linkeroever van de Schelde:
Deurganckdok · Doeldok · Noordelijk Insteekdok · Saeftinghedok · Verrebroekdok · Vrasenedok · Waaslandkanaal · Zuidelijk Insteekdok